# マルセリーノ・ガルシア・トラル
マルセリーノ・ガルシア・トラル（Marcelino García Toral スペイン語発音: [maɾθeˈlino ɣaɾˈθi.a toˈɾal]、1965年8月14日 - ）は、スペイン・アストゥリアス州ビリャビシオサ出身の元サッカー選手、現サッカー指導者。選手時代のポジションは攻撃的ミッドフィールダー（MF）

## 経歴

### 選手時代
U-18代表から各年代の世代別スペイン代表に選出され、1985年にはFIFAワールドユース選手権に出場して準優勝した。スポルティング・デ・ヒホンの下部組織出身で、1985年12月22日、セルタ・デ・ビーゴ戦 (1-1) でトップチームデビューし、1986-87シーズンにはプリメーラ・ディビシオン（1部）4位となったチームでキャリアハイの33試合に出場した。ともにセグンダ・ディビシオン（2部）のラシン・サンタンデールとレバンテUDにも在籍したが、どちらのクラブでもセグンダ・ディビシオンB（3部相当）降格を経験し、26歳だった1991年に現役引退した。

### 指導者時代
33歳だった1997年、下部リーグのCDレアルタの監督に就任して指導者の道を歩み始めた。1998年にはセグンダBのヒホンB監督に就任し、5シーズン中4シーズンはセグンダBに在籍した。2003年にはセグンダに在籍していたヒホンのトップチーム監督に昇進し、2003-04シーズンは5位、2004-05シーズンは10位となった。2005年にはレクレアティーボ・ウェルバの監督に就任し、2005-06シーズンにはセグンダ・ディビシオン優勝とプリメーラ昇格に導いた。2006-07シーズンのレクレアティーボは降格候補の筆頭に挙げられたが、クラブ史上最高位の8位に躍進し、ミゲル・ムニョス賞（リーグ最優秀監督賞）を受賞した。
2006年夏にはレアル・ベティス監督就任が内定していたが、フロントの介入に嫌気が差して辞退し、戦力的にはベティスに劣るラシン・サンタンデールの監督に就任した。2007-08シーズンには開幕から驚異的な堅守を見せ、シーズンをリーグ6位で終えてUEFAカップ出場権を獲得した。41失点はリーグ3位の好記録だった。2008年夏にはバレンシアCF監督就任の噂があったが、2008年5月、セグンダに降格したレアル・サラゴサの監督に就任した。2008年12月、スペイン国内最高年俸だったベルント・シュスター監督（レアル・マドリード）が退任したため、年俸240万ユーロのマルセリーノが最高年俸監督となった。2008-09シーズンは後半戦に順位を上げて2位でプリメーラ復帰を決めた。しかし、2009-10シーズンは14節までに3勝3分8敗であり、降格圏間近の17位まで順位が低迷。2009年12月13日、成績不振により解任された。
2011年2月初頭、ミゲル・アンヘル・ポルトゥガル監督の後任として、下位に沈む古巣ラシン・サンタンデールの監督に就任し、12位で2010-11シーズンを終えた。ラシン・サンタンデールとの契約は2012年夏までであったが、給料の未払いが続くクラブに不信感を持ち、契約を解除してセビージャFC監督に就任した。しかし、2011-12シーズンは中位に低迷し、ビジャレアルCF戦 (1-2) に敗れて7戦連続未勝利となったため、2012年2月6日、成績不振を理由に解任された。
2013年1月、フリオ・ベラスケス監督の後任として、ビジャレアル監督に就任した。2部に属していたチームを昇格させ、2シーズン連続でEL圏内を確保するなどチームを立て直した。2015-16シーズンはチャンピオンズリーグ出場権を得る4位で終えるも、最終節のスポルティング・ヒホン戦で八百長疑惑をかけられ電撃退任した。
2018-19シーズン、バレンシアの監督としてスペイン国王杯決勝ではFCバルセロナを2-1で破りチームに久しぶりにタイトルをもたらした。しかし、フロント陣との対立で、2019年9月11日に解任された。
2021年1月、ガイスカ・ガリターノ監督の後任として、アスレティック・ビルバオの監督に就任。
直後に開催されたスーペルコパ・デ・エスパーニャでは、準決勝でレアル・マドリード、決勝でFCバルセロナを下し、就任からわずか3試合でクラブにタイトルをもたらした。
その後、19-20、20-21シーズンのコパ・デル・レイ準優勝。2022年に開催のスーペルコパ・デ・エスパーニャでアトレティコ・マドリードを破っての決勝進出も、レアル・マドリードに負け準優勝。21-22シーズンのコパ・デル・レイで、FCバルセロナ、レアル・マドリードを破ってのベスト4進出も、準決勝でバレンシアCFに敗戦、と強豪相手に勝利するも、あと一歩の所でタイトルを逃した。2021-22シーズンは8位で終え、同シーズン終了後に退任となった。
2023年6月24日、自身のキャリアで初めてとなる海外挑戦の舞台としてフランスのオリンピック・マルセイユの新監督に就任した。しかし、リーグ戦での取りこぼしやUEFAチャンピオンズリーグでの予選敗退がサポーターからの反感を買い、ウルトラスからは脅迫に近い辞任要求を受けてしまったため、安全を確保する目的で9月20日に退任した。
2023年11月13日、7シーズンぶりにビジャレアルCFの監督に復帰し、2026年6月末までの契約を結んだ。

## タイトル

### 指導者時代
レクレアティーボ・ウェルバ
- セグンダ・ディビシオン：1回（2005-06）

バレンシアCF
- コパ・デル・レイ：1回（2018-19）

アスレティック・ビルバオ
- スーペルコパ・デ・エスパーニャ：1回（2020-21）

個人
- ミゲル・ムニョス賞（プリメーラ・ディビシオン）：2回（2006-07、2017-18）
- ミゲル・ムニョス賞（セグンダ・ディビシオン）：1回（2008-09）
- ラ・リーガ・アワード最優秀監督：1回（2017-18）
- プリメーラ・ディビシオン月間最優秀監督：2回（2013年9月、2015年9月）